# CD-R

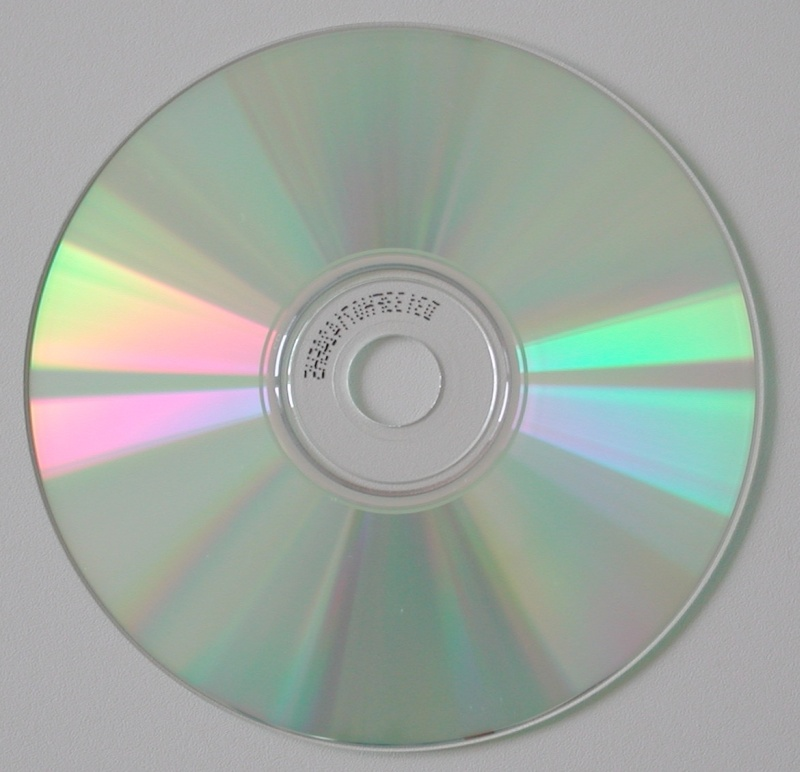
Disco compacto grabable (CD-R).

Un CD-R (Disco Compacto Grabable), por sus siglas en inglés (Compact Disc Recordable). Se pueden grabar en varias sesiones, sin embargo la información agregada no puede ser borrada ni sobrescrita, en su lugar se debe usar el espacio libre que dejó la sesión inmediatamente anterior.
Actualmente las grabadoras llegan a grabar CD-R a 52x, unos 7800 KB/s.

Para muchos ordenadores es difícil mantener esta tasa de grabación y por ello las grabadoras tienen sistemas que permiten retomar la grabación ante un corte en la llegada de datos.

La capacidad total de un CD-R suele ser:
- 650 MiB = 681,57 millones de bytes
- 700 MiB = 734 millones de bytes. El más común.
- 870 MiB = 838 millones de bytes.
- 900 MiB = 943 millones de bytes.

Estas capacidades son válidas para discos de datos. Los formatos VCD, SVCD o el CD-Audio usan otro formato, el CD-XA que utiliza partes del CD que en los CD de datos se utilizan para corrección de errores. Así se obtiene un 13,5 % más de capacidad a cambio de una mayor sensibilidad a arañazos y otras agresiones.
La velocidad a la cual la información se transfiere de un disco a la computadora, es llamada ritmo de transferencia de datos, y es medida en kilobytes por segundo (kB/s).[cita requerida]

## Historia

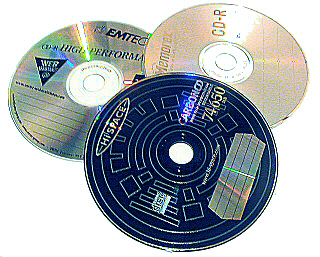
Discos compactos grabables.

La primera especificación del CD-R, que en un principio se llamó CD Write-Once (WO), data de 1988 y fue hecha por Philips y Sony en el Orange Book. El Orange Book consta de varias partes, que detallan el CD-WO, el CD-MO (Magneto-Optic), y el CD-RW (ReWritable). Las últimas ediciones dejaron de utilizar el término "CD-WO" en favor de "CD-R" y "CD-MO" perdió uso. Los CD-R y CD-RW son, desde un punto de vista técnico, totalmente compatibles con los estándares CD audio (Red Book) y CD-ROM (Yellow Book), aunque algunos aparatos compatibles con los CD Red Book pueden tener dificultades para leer CD-Rs y CD-RWs.[cita requerida] Estos utilizan EFM, corrección de errores CIRC más una definida para CD-ROM.
Los materiales de tinte desarrollados por Taiyo Yuden posibilitaron que los discos CD-R fueran compatibles con los discos CD audio y CD-ROM.

## Relacionados
- Bootleg